# Division I 1964-1965
La Division I 1964-1965 è stata la 62ª edizione della massima serie del campionato belga di calcio disputata tra il settembre 1964 e il giugno 1965 e conclusa con la vittoria del R.S.C. Anderlecht, al suo undicesimo titolo e secondo consecutivo.
Capocannoniere del torneo fu Jean-Paul Colonval (R. Tilleur FC), con 25 reti.

## Formula
Come nella stagione precedente le squadre partecipanti furono 16 e disputarono un turno di andata e ritorno per un totale di 30 partite.
Le ultime due classificate vennero retrocesse in Division 2.
Le società ammesse alle coppe europee furono cinque: la squadra campione si qualificò alla Coppa dei Campioni 1965-1966, la vincitrice della coppa nazionale alla Coppa delle Coppe 1965-1966 e altri tre club vennero iscritti alla Coppa delle Fiere 1965-1966.

## Classifica finale
|    | Classifica                  | G  | V  | N  | P  | GF | GS | Dif | Pt |
| -- | --------------------------- | -- | -- | -- | -- | -- | -- | --- | -- |
| 1  | Anderlecht                  | 30 | 24 | 3  | 3  | 87 | 22 | 65  | 51 |
| 2  | Standard Liegi              | 30 | 15 | 9  | 6  | 50 | 34 | 16  | 39 |
| 3  | R. Beerschot AC             | 30 | 14 | 7  | 9  | 51 | 27 | 24  | 35 |
| 4  | R. Tilleur FC               | 30 | 12 | 10 | 8  | 63 | 47 | 16  | 34 |
| 5  | K. Sint-Truidense VV        | 30 | 12 | 9  | 9  | 50 | 41 | 9   | 33 |
| 6  | RFC Liégeois                | 30 | 11 | 10 | 9  | 40 | 31 | 9   | 32 |
| 7  | K. Lierse SK                | 30 | 14 | 2  | 14 | 50 | 49 | 1   | 30 |
| 8  | Beeringen                   | 30 | 11 | 6  | 13 | 46 | 62 | -16 | 28 |
| 9  | RFC Brugeois                | 30 | 10 | 8  | 12 | 52 | 36 | 16  | 28 |
| 10 | R. Daring Club de Bruxelles | 30 | 9  | 10 | 11 | 36 | 53 | -17 | 28 |
| 11 | RCS Brugeois                | 30 | 8  | 9  | 13 | 36 | 60 | -24 | 25 |
| 12 | ARA La Gantoise             | 30 | 6  | 13 | 11 | 37 | 45 | -8  | 25 |
| 13 | Anversa                     | 30 | 8  | 8  | 14 | 27 | 60 | -33 | 24 |
| 14 | R. Berchem Sport            | 30 | 7  | 10 | 13 | 30 | 48 | -18 | 24 |
| 15 | Union Royale Saint-Gilloise | 30 | 7  | 8  | 15 | 32 | 58 | -26 | 22 |
| 16 | KFC Diest                   | 30 | 6  | 10 | 14 | 40 | 54 | -14 | 22 |

### Verdetti
- RSC Anderlechtois campione del Belgio 1964-65.
- Union Royale Saint-Gilloise e KFC Diest retrocesse in Division II.